# Самаренин, Михаил
 Михаил Самаренин — выборный атаман Войска Донского (1666, 1668, 1671, 1673—1678), сотоварищ атамана Корнилы Яковлева и противник Степана Разина.

## Биография
Родился на Дону, был рано выдвинут в число главных донских старшин.
Занимал должность донского войскового атамана, а с 1673 по 1678 годы разделял с Корнилой Яковлевым атаманскую власть.
В 1666 году после возвращения на Дон отряда восставших казаков под руководством Василия Уса Михаил Самаренин стал войсковым атаманом. В том же году от имени Войска Донского Михаил Самаренин ездил в Москву с отпиской, в которой заявлялось о строгом наказании мятежных казаков Василия Уса и полной покорности донских казаков русскому царю.
Атаман М. Самаренин был активным противником Степана Разина, часто ездил в Москву. В мае 1670 года бежал в Москву с доносом на С. Т. Разина. В 1671 году Михаил Самаренин участвовал в штурме Кагальницкого городка, где укрепился С. Разин, и его пленении. Вместе с Корнилой Яковлевым доставил Степана Разина и его брата Фрола из Черкасска в Москву на пытки и казнь.
Позднее Михаил Самаренин активно боролся с раскольническим движением на Дону, жестоко расправлялся с наиболее активными сторонниками церковного раскола.
Год смерти М. Самаренина неизвестен.
Во время Русско-турецкой войны (1672—1681) в 1773 году при осаде Азовских сторожевых каланчей русские прокопали засохший Казачий ерик и спустили в море отряд атамана Михаила Самаренина из 350 человек на 11 стругах. Он прошёл до устья Миуса, чтобы выбрать место для постройки крепости. 26 августа русские сняли осаду башен и вернулись в свой лагерь.